# Tábor Zelené příšery
Tábor Zelené příšery je kniha, kterou sestavil Miloš Zapletal výběrem z oddílových kronik Pražské Dvojky, vedené Jaroslavem Foglarem.
Kniha zahrnuje vybrané texty z prvních třech kronik oddílu, z let 1924–1929:
- První kronika „Ohnivci“, 1924–1925
- Druhá kronika „Pod junáckou vlajkou“, 1925–1927
- Třetí kronika 1927–1929

a je doplněna ilustracemi Jaroslava Foglara. Jedná se o autentické kronikové zápisy Jaroslava Foglara z uskutečněných táborů oddílu: 
- 1925 Tábor v Zátoce neznáma (na řece Sázavě u Ledče)
- 1926 Mohykánský tábor (Libíč u Turnova)
- 1927 Tábor Svazu třinácti (na řece Sázavě u Ledče)
- 1928 Tábor Zelené příšery (na řece Sázavě u Ledče)
- 1929 Tábor na Bobří řece (na Mastníku u Heřmaniček)

a také zápisy z kronik v období mezi uvedenými tábory.
Kniha vyšla poprvé v roce 2007 v pražském nakladatelství Olympia s předmluvou Miloše Zapletala, jako 26. svazek Sebraných spisů Jaroslava Foglara.

## Citát
Jaroslav Foglar vedl déle než půl století skautský oddíl, v němž se postupně vystřídalo několik set chlapců. Proto tak dokonale znal klukovské potřeby a touhy, proto clapcům tak rozuměl. O tom, co jeho pražská Dvojka dělala a prožívala, vedl pečlivé záznamy v oddílové kronice. Dnes je v Památníků národního písemnictví uloženo několik desítek objedných svazků, které jsou cenným pramenem informací nejen o vývoji Jaroslava Foglara – spisovatele a pedagoga, ale i o počátečním období dějin českého skautingu, významného hnutí zaměřeného na výchovu mládeže. 
Miloš Zapletal